# Команска река
Команска река е река в Северна България, област Ловеч – община Троян, ляв приток на река Осъм. Дължината ѝ е 21 km.
Команска река извира от североизточното подножие на връх Градът (1231 m) във Васильовска планина на Предбалкана, на 1100 m н.в. Протича в дълбока залесена долина, като първите 4 km до заличеното село Коман и хижа „Коман“ в източна посока под името Сухата река, а след това на североизток вече под името Команска река. На 10-ия km променя течението си в източна посока, преди село Калейца (единственото населено място по течението ѝ) долината ѝ се разширява и се появяват обработваеми земи. Влива се отляво в река Осъм, на 335 m н.в., на 2,5 km северно от град Троян.
Площта на водосборния басейн на Команска река е 71 km2, което представлява 2,5% от водосборния басейн на река Осъм. Основен приток е река Лопушница (десен). През летно-есенните месеци реката е маловодна. Малка част от водите ѝ се използват за напояване.

## Топографска карта
- Лист от карта K-35-38. Мащаб: 1 : 100 000.